# Gnathiidae
A Gnathiidae a felsőbbrendű rákok (Malacostraca) osztályába és az ászkarákok (Isopoda) rendjébe tartozó család.

## Tudnivalók
A Gnathiidae-fajok tengeri ászkarákok, amelyek élősködő életmódot folytatnak. A lárváik a sötétcápára (Carcharhinus obscurus) is rátapadnak.

## Rendszerezésük
A családba az alábbi 12 ászkanem tartozik:
- Afrignathia Hadfield & Smit, 2008
- Bathygnathia Dollfus, 1901
- Bythognathia Camp, 1988
- Caecognathia Dollfus, 1901
- Elaphognathia Monod, 1926
- Euneognathia Stebbing, 1893
- Gibbagnathia Cohen & Poore, 1994
- Gnathia Leach, 1814 - típusnem
- Monodgnathia Cohen & Poore, 1994
- Paragnathia Omer-Cooper & Omer-Cooper, 1916
- Tenerognathia Tanaka, 2005
- Thaumastognathia Monod, 1926